# 怪咖！文主廚
《怪咖！文主廚》（：／）為韓國Channel A預計於2020年3月27日起播出的金土連續劇。由《附身》崔道勛、鄭憲秀導演與金景秀、鄭宥利作家合作打造。此劇以星月交輝的小村莊為背景，描寫知名設計師柳有珍（高媛熙飾）遭遇車禍而失憶，瞬間淪落為四處闖禍的怪咖「柳宥珍」（Bella），在遇見明星主廚「文承模」（文晸赫飾）後所經歷的成長、愛情和邁向成功的療癒故事。
受新冠狀肺炎影響，原訂3月6日首播延至3月27日，且在戶外及棚內拍攝以減少拍攝組及演員的接觸。
台灣由LINE TV、friDay影音、myVideo影音隨看3/28起每週六日上午10點播出。马来西亚及新加坡地区由爱奇艺自3/28起播出。
韓國播放時間為星期五及星期六晚上10時50分至00時10分。

## 演員陣容

### 主要人物
| 演員   | 角色          | 介紹 | 中文配音 |
| 文晸赫 | 文承模        | 著名湯飯店“豐城屋”的獨生子，也是向世界宣傳韓食的明星廚師，因為突然的火災讓他失去父母，之後來到了西河村，遇到了莫名其妙卷入他人生的女主角，並陷入愛河。 | 宋克軍   |
| 高媛熙 | 柳有珍 柳貝拉 | 頂級設計師貝拉（Bella），在遭遇交通事故之後，一夕之間淪落成相當脫線，人稱「怪咖」的闖禍精，是個形像相當鮮明的角色。                                    | 詹雅菁   |

### 文承模周邊人物
| 演員   | 角色   | 介紹                                                                             | 中文配音 |
| 高度妍 | 金雪雅 | 跑來指認文主廚是爸爸的7歲小女孩。                                                | 連思宇   |
| 崔光濟 | 方多勳 | 文承模的好朋友，無名畫家和應試學院的老師。                                       | 梁興昌   |
| 丁奎秀 | 文丙學 | 80年湯飯老店老闆，文承模的父親，因火災逝世。                                     | 梁興昌   |
| 權祺善 | 鄭慧淑 | 文承模的母親，因火災逝世。                                                       | 張乃文   |
| 朱鐘赫 | 崔建佑 | 海外著名食品公司的企劃室長，有著暖男的外貌與性格，是承模與俊秀於事業上的好夥伴。 |          |

### 柳貝拉周邊人物
| 演員                | 角色   | 介紹 | 中文配音 |
| 吉海妍              | 張善英 | 時尚品牌「Belle ombre」的代表，是唯一知道貝拉真實身份的人，並且把她培養成世界級的設計師。                    | 馮嘉德   |
| 金晶和 （特別出演） | 柳曉明 | 貝拉的母親，實力和美貌兼備，超級模特出身的服裝設計師，是一個充滿朝氣的人物，卻與民錫在同一場車禍事故中喪生。 |          |
| 金益泰              | 柳炳秀 | 曉明的父親，貝拉的外公。                                                                                     |          |

### 東韓集團人物
| 演員                | 角色   | 介紹                                                                                 | 中文配音 |
| 安內相              | 林哲勇 | 原東韓食品代表，後為東韓國際代表，為了能夠上位而和元配離婚，與韓美英再婚。           | 孫誠     |
| 車貞媛              | 林賢雅 | 林哲勇的女兒，憧憬着貝拉而進入時尚界，但卻因此漸漸被錯誤的慾望和執着所束縛的設計師。 | 楊詩穎   |
| 張宰豪              | 姜俊秀 | 東韓食品代表，姜民錫和韓美英的兒子，與林哲勇競爭東韓集團經營繼承權。                 | 喬資淯   |
| 李承妍              | 韓美英 | 東韓集團的獨生女，雖然身為大企業會長的女兒衣食無缺，但內心卻總是帶着空虛感。         | 詹雅菁   |
| 李承哲              | 韓東吉 | 東韓集團的韓會長。                                                                   | 李世揚   |
| 金俊元              | 鄭光洙 | 東韓食品常務，哲勇的親信。                                                           | 李世揚   |
| 朴正哲 （特別出演） | 姜民錫 | 昔日東韓國際代表，韓美英的第一任丈夫，與曉明在同一場車禍事故中過世。                 |          |

### 西河村人物
| 演員   | 角色     | 介紹                                                             | 中文配音 |
| 車清華 | 畢坤淑   | 西河村的里長兼婦女會會長，黃長端的妻子。                         |          |
| 李東勇 | 黃長端   | 文化觀光科股長，畢坤淑的先生。                                   | 孫誠     |
| 李書煥 | 趙喆南   | 西河村萬物博士，人稱趙博士。                                     | 梁興昌   |
| 宋榮載 | 奉斗爺爺 | 村裡最高齡的爺爺，獨自守著一片果園。                             | 梁興昌   |
| 全國香 | 允子奶奶 | 村裡最高齡的奶奶，炳川嬸的好友。                                 | 張乃文   |
| 李美潤 | 炳川嬸   | 孝淑的媽媽，西河茶坊的老闆娘。                                   |          |
| 宋知佑 | 孔孝淑   | 外貌出衆，才華橫溢，充滿自信的模特志願生，在西河茶坊經營咖啡廳。 | 連思宇   |
| 呂羽鱗 | 趙順美   | 趙博士的大女兒，西河警察署巡警。                                 |          |
| 白勝鐵 | 朴科長   | 嫩羊警察署搜查科長。                                             |          |

### 陳所長保安會社
| 演員   | 角色   | 介紹                                           | 中文配音 |
| 李載求 | 陳太秀 | JS保安會社所長，警察出身，與哲勇和鄭常務勾結。 |          |
| 金榮彬 | 吳正太 | JS保安會社職員                                 |          |
| 李志雲 | 洪柱赫 | JS保安會社職員                                 |          |

### 其他人物
| 演員   | 角色 | 介紹     | 中文配音 |
| 曹德懷 | 民秀 |          |          |
| 郭秀晶 | 大嬸 | 村內居民 | 馮嘉德   |

## 原聲帶
- Part.1（發行日期：2020年3月27日）[6]
- Part.2（發行日期：2020年3月28日）[7]
- Part.3（發行日期：2020年4月3日）[8]
- Part.4（發行日期：2020年4月10日）[9]
- Part.5（發行日期：2020年4月11日）[10]
- Part.6（發行日期：2020年4月17日）[11]
- Part.7（發行日期：2020年4月24日）[12]
- Part.8（發行日期：2020年4月25日）[13]
- Part.9（發行日期：2020年5月1日）[14]
- Part.10（發行日期：2020年5月8日）[15]
- Part.11（發行日期：2020年5月15日）[16]
- OST （發行日期：2020年5月16日）[17]

## 收視率
| 集數       | 播出日期   | AGB收視率        |
| 集數       | 播出日期   | 大韓民國（全國） |
| ---------- | ---------- | ---------------- |
| 1          | 2020/03/27 | 0.856%           |
| 2          | 2020/03/28 | 0.715%           |
| 3          | 2020/04/03 | 0.849%           |
| 4          | 2020/04/04 | 0.636%           |
| 5          | 2020/04/10 | 0.705%           |
| 6          | 2020/04/11 | 0.583%           |
| 7          | 2020/04/17 | 0.848%           |
| 8          | 2020/04/18 | 0.639%           |
| 9          | 2020/04/24 | 0.758%           |
| 10         | 2020/04/25 | 0.587%           |
| 11         | 2020/05/01 | 0.562%           |
| 12         | 2020/05/02 | 0.379%           |
| 13         | 2020/05/08 | 0.620%           |
| 14         | 2020/05/09 | 0.549%           |
| 15         | 2020/05/15 | 0.521%           |
| 16         | 2020/05/16 | 0.484%           |
| 平均收視率 | 平均收視率 | 0.643%           |

- 收視最低的集數以藍色表示，收視最高的集數以紅色表示，而空格則表示該集的收視沒有相關數據。

## 同時段作品

### 同時段競爭劇集
- JTBC 金土連續劇：《夫妻的世界》

### 同一劇集時段作品
週五六時段劇集
- SBS 金土連續劇：《HYENA》、《The King：永遠的君主》

週末時段劇集
- tvN 週末連續劇：《Hi Bye，媽媽！》、《花樣年華－生如夏花》

## 外部連結
- 韓國Channel A官方網站 （页面存档备份，存于）
- 怪咖！文主廚–DAUM

- 怪咖！文主廚–東森戲劇台 （页面存档备份，存于）

| Channel A 金土劇                      | Channel A 金土劇                              | Channel A 金土劇 |
| ------------------------------------- | --------------------------------------------- | ---------------- |
|                                       | 怪咖！文主廚 （2020年3月27日－2020年5月16日） |                  |
| Touch （2020年1月3日－2020年2月22日） | 謊言的謊言 （2020年9月4日－2020年10月24日）   |                  |

| 臺灣 東森戲劇台 星期一至五 23:00 - 00:00         | 臺灣 東森戲劇台 星期一至五 23:00 - 00:00      | 臺灣 東森戲劇台 星期一至五 23:00 - 00:00 |
| ------------------------------------------------ | --------------------------------------------- | ---------------------------------------- |
|                                                  | 怪咖！文主廚 （2021年3月2日－2021年3月29日）  |                                          |
| 我的ID是江南美人 （2021年1月28日－2021年3月1日） | 熱血祭司 （2021年3月30日－2021年4月30日）     |                                          |
| 臺灣 東森綜合台 星期一至五 19:00 - 20:00         |                                               |                                          |
| 我的ID是江南美人 （2021年－2021年3月2日）        | 怪咖！文主廚 （2021年3月3日 - 2021年3月30日） | 熱血祭司 （2021年3月31日－2021年5月3日） |